# Arrondissement Aquin

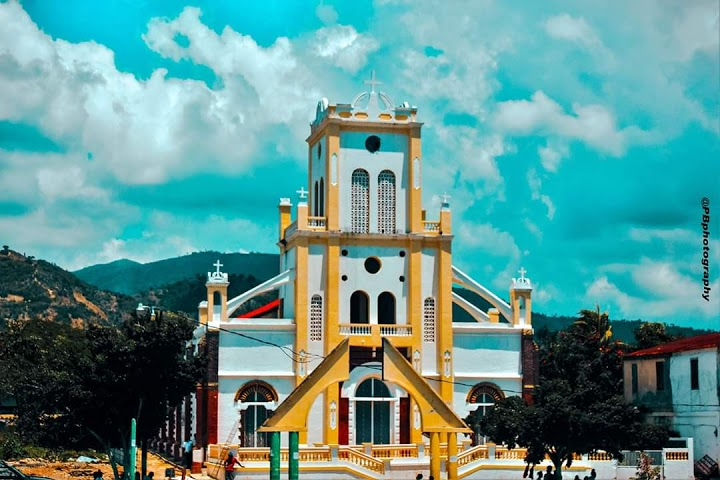
Katholische Kirche im Hauptort Aquin

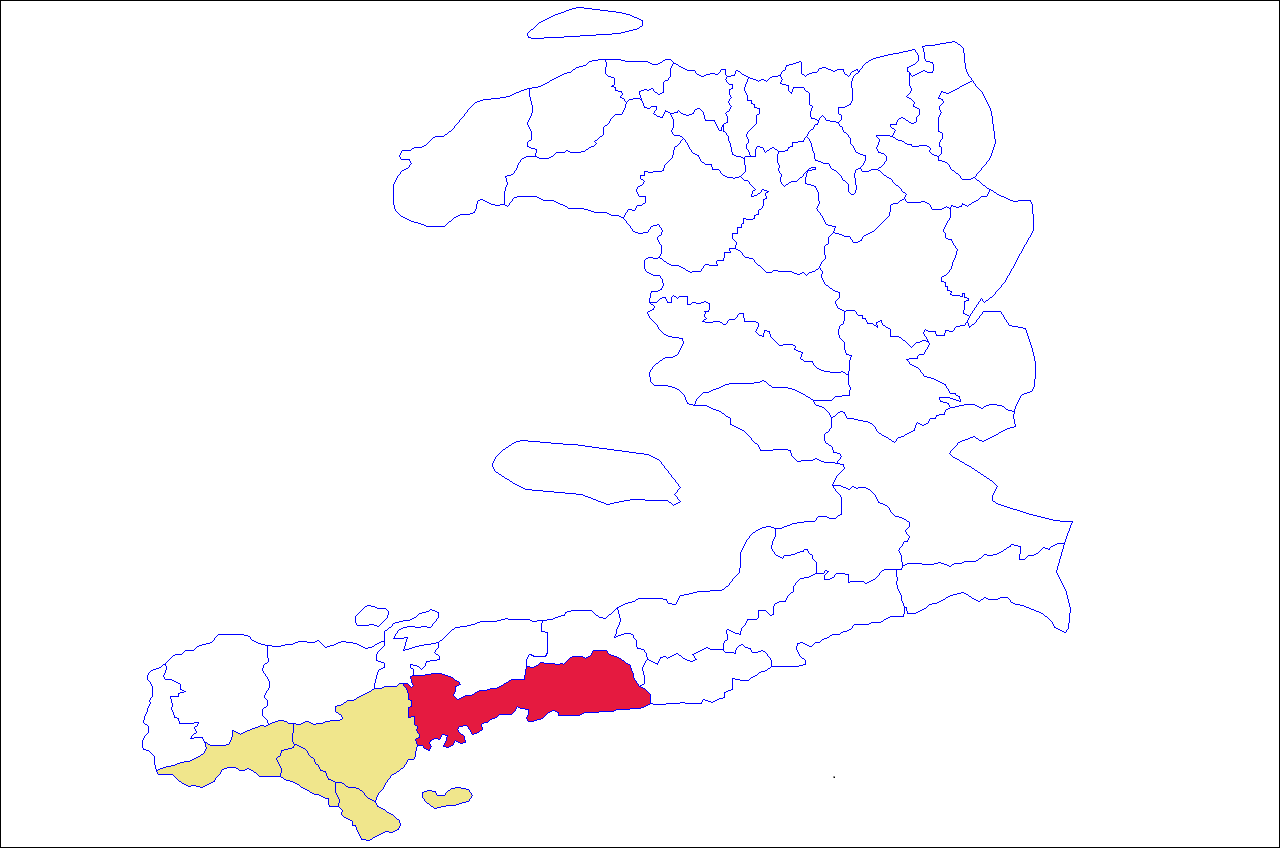
Lage des Arrondissements Aquin in Haiti und im Département Sud

Das Arrondissement Aquin (haitianisch-kreolisch: Aken) ist eine der fünf Verwaltungseinheiten des Départements Sud, Haiti. Hauptort ist die Gemeinde Aquin.

## Lage und Beschreibung
Das Arrondissement liegt im Osten des Départements Sud. Im Süden hat es eine Küste zum Karibischen Meer. Benachbart ist im Norden das Arrondissement Anse-à-Veau, im Nordosten das Arrondissement Miragoâne, im Südosten das Arrondissement Bainet, im Westen das Arrondissement Les Cayes und im Nordwesten das Arrondissement Baradères.
In dem Arrondissement gibt es vier Gemeinden:
- Aquin (rund 104.000 Einwohner),
- Cavaillon (rund 48.000 Einwohner),
- Saint-Louis-du-Sud (rund 65.000 Einwohner) und
- Fond-des-Blancs  (rund 8.000 Einwohner).

Das Arrondissement hat insgesamt rund 225.000 Einwohner (Stand: 2015).
Die Route Nationale 2 (RN-2; Port-au-Prince – Les Cayes) verbindet das Arrondissement mit dem Straßensystem Haitis.